# 武廟路
武廟路（Wumiao Rd.）為高雄市苓雅區的東西向一般道路，起端為建國一路，末端為輔仁路。得名自位於本路上的高雄關帝廟。

## 行經行政區域
- 苓雅區

## 沿線設施

武廟市場

- 武廟市場
- 高雄市苓雅區中正國小
- 全家便利商店高雄心誠店
- 高雄關帝廟
- 7-ELEVEN武勝門市
- 中華郵政高雄武廟郵局
- 全家便利商店高雄武聖店
- 高雄第三信用合作社武廟分社
- cama café 高雄武廟店
- 7-ELEVEN大順門市
- 苓雅區五權里活動中心
- 高雄市私立道明中學
- 百力牌學生服(武廟旁)

## 公共自行車
- 高雄市公共自行車租賃系統：
  - 武廟建國一路口231巷口：武廟路273號前
  - 武廟大順三路口：武廟路218號(前人行道)

## 相關連結
- 高雄市主要道路列表